# Playa Pichilingue
La playa Pichilingue es una pequeña playa privada de Puerto Marqués en Acapulco, Estado de Guerrero, en el sur de México. Se localiza en el exclusivo y lujoso fraccionamiento Pichilingue Diamante al nornoreste de la bahía de Puerto Marqués y forma parte de la zona turística denominada Acapulco Diamante. La playa tiene una extensión de 366 m de largo aproximado.
Sus aguas son de oleaje suave ya que se encuentra protegida por la bocana de la bahía. Junto a ella, se sitúan exclusivas villas, hoteles y más a lo alto, lujosos condominios. Para acceder a la playa, se llega por la carretera Escénica en el km 14 bajando por la calle Baja Catita o bajar directamente hasta Puerto Marqués y tomar el camino correspondiente a la playa.
Pichilingue se caracteriza por la concurrencia, en algunas ocasiones, de artistas y celebridades de talla nacional como internacional que pueden ser observados desde Yates particulares que suelen navegar cerca de la playa.